# Главный маршал авиации (Великобритания)
Главный маршал авиации (англ. Air chief marshal) — высшее воинское звание в Королевских ВВС Великобритании в мирное время. Соответствует званию «Генерал» в Британской Армии и Королевской морской пехоте; и званию «Адмирал» в Королевском ВМФ. Является «четырёхзвездным» званием (по применяемой в НАТО кодировке — OF-9).

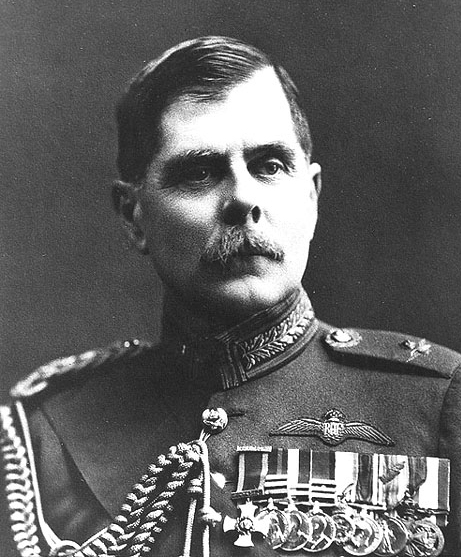
Хью Тренчард - первый, кто удостоился этого звания (1 апреля 1922)

Следует за званием Маршал авиации и является высшим званием для военнослужащих Королевских ВВС в мирное время; в военное время предшествует званию Маршал Королевских ВВС.

## История
Звание учреждено 1 августа 1919 года как высшее воинское звание в Королевских ВВС. Впервые новое звание присвоили 1 апреля 1922 года Хью Тренчарду. После присвоения Тренчарду звания Маршала Королевских ВВС, звание Главного маршала авиации не присваивалось почти 7 лет, пока не было присвоено Джону Сальмонду 1 января 1929 года.
В Королевских ВВС звание Главного маршала авиации занимает действующий начальник штаба ВВС (в настоящее время Майк Вигстон). Кроме того, офицеры Королевских ВВС, назначенные на четырёхзвёздные должности, имеют звание Главного маршала авиации (сэр Стюарт Пич, председатель Военного комитета НАТО, являлся единственным офицером Королевских ВВС на таком посту). На протяжении всей истории Королевских ВВС это звание носили 139 офицеров Королевских ВВС, и оно также было присвоено как почётное звание членам британской королевской семьи и главам иностранных государств. Хотя ни один действующий офицер Королевских ВВС не был повышен до Маршала Королевских ВВС после сокращения в Британских ВС в 1990-х, Главные маршалы авиации не являются самыми старшими офицерами в Королевских ВВС, поскольку несколько офицеров продолжают носить звание Маршала Королевских ВВС. Кроме того, в 2014 году лорду Грейаму Стиррупу было присвоено звание «Маршал Королевских ВВС».

## Галерея

Нарукавные/наплечные знаки различия (на повседневную и парадную форму)
Погон (на парадную и парадно-выходную форму)
Нарукавные знаки различия (на парадно-выходную форму)
Штандарт Главного маршала авиации
Air chief marshal star plate